# Штурм, Август (пианист)
Август Герман Филипп Штурм (нем. August Hermann Philipp Sturm, фамилия при рождении Небоди, нем. Nebodi; 15 июля 1854, Вена — 2 января 1913, Вена) — австрийский пианист и музыкальный педагог.
Внебрачный сын Германа Йозефа Штурма (1825—1876), чиновника австрийского Монетного двора, от Марии Франциски Людовики Небоди; узаконен после брака родителей в 1859 году, когда и получил фамилию отца. В 1865—1871 гг. учился в Венской консерватории у Вильгельма Шеннера и Юлиуса Эпштейна (фортепиано) и Отто Дессоффа (композиция), дополнительно занимался в вокальной школе Лауренца Вайсса и в школе церковной музыки как органист (под руководством Эрнста Штойбера и Эдуарда Кёлера). Концертировал немного, преимущественно в 1870-е гг.
В 1882—1912 гг. профессор фортепиано в Венской консерватории. Среди его учеников Натали Дюсберг и Манолис Каломирис. Редактировал многочисленные издания фортепианных сочинений И. С. Баха, Доменико Скарлатти, Муцио Клементи, Карла Черни и Франца Шуберта.
Опубликовал некоторое количество фортепианных пьес, скрипичную сонату, песни.